# Tjärdalstjärnarna (Jokkmokks socken, Lappland, 737972-167300)
Tjärdalstjärnarna är en sjö i Jokkmokks kommun i Lappland och ingår i Luleälvens huvudavrinningsområde.